# Capnioneura bolkari
Capnioneura bolkari is een steenvlieg uit de familie Capniidae. De wetenschappelijke naam van de soort is voor het eerst geldig gepubliceerd in 2011 door Vinçon & Sivec.